# David e Sandy Reynolds-Wasco
David Wasco e Sandy Reynolds-Wasco são um casal de diretores de arte estadunidense. Receberam o Oscar de melhor direção de arte na edição de 2017 pelo filme La La Land. Além disso, são conhecidos por trabalharem com Quentin Tarantino em Reservoir Dogs, Pulp Fiction, Jackie Brown, Kill Bill e Inglourious Basterds.